# Hetch Hetchy Railroad Engine No.6
 (septembre 2022).
Si vous disposez d'ouvrages ou d'articles de référence ou si vous connaissez des sites web de qualité traitant du thème abordé ici, merci de compléter l'article en donnant les références utiles à sa vérifiabilité et en les liant à la section « Notes et références ».
L'Hetch Hetchy Railroad Engine No.6 est une locomotive à vapeur américaine exposée à El Portal, dans le comté de Mariposa, en Californie. Construite en novembre 1921, cette locomotive de l'Hetch Hetchy Railroad est inscrite au Registre national des lieux historiques depuis le 30 janvier 1978.